# 話法
話法（わほう、英語: narration）とは、他人の言葉を伝える際の種々の様式。口から発した発話だけでなく、心の中で思った思考内容も含まれる。発話と思考を合わせて「言説（英: discourse）」と呼ぶ者もある。また「引用」という用語で代用する場合もある。

## 概要
他人の発した発話を、なるべくその表現を生かした形で第三者に伝えたい場合がある。例えばAさんが次のように発言したとする。
- A: 明日までここにいる。

この発言をBさんが第三者に伝える際、次のように引用して伝えることができる。
- B: あいつ、あの時、「明日までここにいる」って言ってたよ。

このように元発話を忠実に再現した様式を直接話法という。
一方、Aさんのこの表現をなるべく生かしながら、Bさんの立場・時点に合わせた形に直して伝えることもできる。
- B: あいつ、あの時、翌日まであそこにいるって話だったよ。

ここでは「明日」→「翌日」、「ここ」→「あそこ」のように、直示表現がBさんの立場に合わせて変更されている。このような表現には時間、場所、人称、時制などがある。このように元発話の表現の一部を伝達者（Bさん）の立場に合わせて変更を加えた様式を間接話法という。
しかしBさんの立場から全く新しく作られた表現ではなく、元のAさんの表現を彷彿とさせる表現にとどまっている。Bさんによる全く新しい表現とは次のようなものであり、これらは通常、話法の範疇には入らない。
- あいつ、あの時、もう一晩泊まる気マンマンだったぜ。
- あいつ、あの時、まだ逗留を続けるつもりでいたよ。
- あいつ、あの時、まだ帰らないでもう一晩泊まったはずだよ。そう言ってた。

## 種類

### 直接話法
直接話法は、元発話の表現をそのまま再現した形をとる様式である。しかし、事実として元発話の表現を忠実に再現しているとは限らない。元発話の表現から大きく改変されていても、文法形式上は直接話法と扱われる。つまり忠実な再現に「見える」表現のことである。例えば次の表現は元のAさんの表現から大きく改変されているが、直接話法である。
- あいつさぁ、あの時、「ヤダヤダまだ帰らないぞー、もう1泊するんだからぁー!!」って言い張るんだよ。

類例に次のようなものがある。
- そこでシュミット氏は「乾盃!」とドイツ語で言った。[5]

このように直接話法であっても伝達者の解釈が関与し、引用表現は「創造」されるものである。そもそも「思考」を直接話法で引用する場合、「元発話」の表現がどんな形だったかは客観的に不明である。
直接話法は必ずしも鉤括弧その他の引用符で括られるわけではない。また引用符で括られた表現が必ずしも直接話法とは限らない。
藤田保幸は、間接話法と違って直接話法には終助詞など「伝達のムード」があると分析する。

### 間接話法
日本語の間接話法は、特に「と」で引用した場合、直接話法と区別がつかないことがある。ただし、丁寧語を用いた敬体の表現は常体に改まるなど敬語の格下げが起こる。
- 生徒たちは「我々の会合に先生も是非出席していただきたいです」と言ったよ。〈直接話法〉
- 生徒たちは、自分等の会合に私（に）も是非出席してもらいたいと言うんだ。〈間接話法〉

なお、次に上げるような形式も話法の範疇に入れる立場もある。
- 故郷が懐かしく思い出される。
- 彼はかなり老けて見える。
- 明日までに仕上げるように頼んでおいた。
- 彼が来るかどうかわからない。
- 彼が来ていることを伝え聞いた。
- 近々訪問したい旨を告げた。

#### 時制の一致
英語やフランス語の間接話法には「時制の一致」という現象が現れる。
- He said, "I'll come back here to see you again tomorrow."〈直接話法〉
（「明日、もう一度君に会いにここに戻ってきます」と彼は言った）
- He said that he would return there to see her the following day.〈間接話法〉

ここで直接話法の代名詞「I」が「he」に、「you」が「her」に、助動詞「will」が過去形「would」に、動詞句「come back」が「return」に、場所副詞「here」が「there」に、時間副詞「tomorrow」が「the following day」に改変されている。これは伝達者の立場から見ると「he」であり「there」であり「過去」なので、それに従って置き換えられたものである。
時制については、以下のような対応がある。
| 直接話法 | 間接話法 |
| -------- | -------- |
| 現在     | 過去     |
| 過去     | 過去完了 |
| 過去     | 現在完了 |
| 過去     | 過去完了 |

### 自由間接話法
間接話法の場合、引用文を「言う」「尋ねる」等の動詞を用いて全体を締めくくり、「彼は……言った」「私は……尋ねた」のような枠をなす節の中に引用文が入る。このように引用文を締めくくる節のことを「英: reporting clause（伝達節）」という。ところが、稀に伝達節を欠く間接話法が存在する。これを自由間接話法（英: free indirect speech）という。英語圏ではオットー・イェスペルセンの用語で描出話法（英: represented speech）ともいう。
- He would return there to see her again the following day.
- He would come back there to see her again tomorrow.

2例とも自由間接話法の例であるが、間接化の度合にはさまざまな段階がある。2つめの例では代名詞と時制のみが間接化されており、「tomorrow」は元発話の形式を残している。
日本語では時制の一致がなく、代名詞も現れないことが少なくないので、小説の地の文の中に現れる自由間接話法と、後述する自由直接話法との区別がしにくい。そのため欧文の自由間接話法（描出話法）を日本語訳する際は（自由）直接話法に近い形に訳すことが行われている。また自由間接話法は作者の言葉（草子地）との区別や、普通の地の文との区別がしにくい場合もある。例えば上の例では「彼」が「戻ってくるつもりだ」という意志を述べているのか、それとも作者が「戻ってくるだろう」という推量を仮定法として叙述しているのかがわかりにくく、文脈で判断することになる。
以上のように日本語では通常時制の一致は起こらないが、次のような過去形の表現のことを「描出話法」と分析する者もある。
- 暁子は客の応対に追われ、早瀬のことも、花田のことも考えている暇はなかった。忙しいことが救いであった。幸い、仕事は光明が見えてきている。いま自分はこの仕事に打ち込むしかなかった。[18]

ここで現在を表す「いま」という時間副詞が過去形「打ち込むしかなかった」と呼応しており、文法上は通常許されない呼応が描出話法には現れている。

#### 自由間接話法に似たもの
ドイツ語圏ではこれによく似たものを体験話法（独: erlebte Rede）という。ドイツ語では間接話法で接続法が用いられるのが普通だが、体験話法では直説法がふつう用いられるので、これを「自由間接話法」と呼ぶことはできない。日本語でもこの用語が用いられることがある。

#### 文学史
自由間接話法・体験話法は文学作品にしばしば見られ、『源氏物語』など日本文学では平安時代から既に見られるほか、英文学ではジェイン・オースティン、仏文学ではギュスターヴ・フローベール、独文学ではトーマス・マン、アルトゥル・シュニッツラーあたりから多用されるようになった。これらは意識の流れという技法と密接な関係を持つ。

### 自由直接話法
伝達節を欠いた間接話法があるのと同様に、伝達節を欠いた直接話法もある。これを自由直接話法という。小説で発話者が誰であるか明瞭な場合にはしばしば伝達節が省略され、ときに引用符も省かれる。また戯曲の台詞では伝達節を欠いて台詞だけが記される。
- I'll come back here to see you again tomorrow.

### その他
ミハイル・バフチンはロシア文学の例で、擬似直接話法や代理直接話法という分析を行っている。擬似直接話法は自由間接話法のことである。
鎌田修（2000）は準直接引用や準間接引用という類型も提唱している。

## 「話し方」を指す意味としての話法
上記以外に、特定の属性のある話者に特有とされる話し方を「○○話法」と名づけて提唱する者がいる。
- 女性話法
- 東大話法